# Zee Cinema
 (mai 2017).
Si vous disposez d'ouvrages ou d'articles de référence ou si vous connaissez des sites web de qualité traitant du thème abordé ici, merci de compléter l'article en donnant les références utiles à sa vérifiabilité et en les liant à la section « Notes et références ».
Zee Cinema est une chaîne indienne de films par satellite basée à Bombay. Elle appartient à l'entreprise Zee Entertainment Enterprises qui fait partie d'Essel Group, et diffuse dans de nombreux pays à travers le monde[Où ?]. La chaîne faisait autrefois partie du groupe de la chaîne de télévision STAR.
Fondée en avril 1995, Zee Cinema a été la première chaîne de films en Inde. Elle est diffusée 24 heures par jour, retransmettant environ six films et d'autres types de programmation cinématographique. Zee Cinema est diffusée à plus de 75 % des ménages disposant du câble ou de la télévision par satellite en Inde. À partir du 13 septembre 2015, elle a également commencé à diffuser WWE Action Mania, qui est une version indienne de WWE Live Event. 

## Identité visuelle

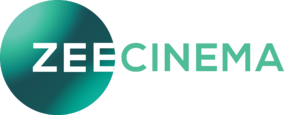
Logo de Zee Cinéma de 2017 à 2025
Logo de Zee Cinéma depuis 2025